# 清水村 (愛媛県)
清水村（しみずむら）は、愛媛県越智郡にあった町である。
1955年（昭和30年）に波止浜町、桜井町、富田村、乃万村、日高村とともに今治市へ編入され、自治体としては消滅した。

## 地理
今治平野の南西部、蒼社川の右岸。平坦地とゆるやかな丘陵地が続いている。西は鴨部村に、東は今治市に、北は蒼社川を挟んで日高村に、南は富田村に接する。農業主体の純農村であった。
村名の由来
石清水八幡宮にちなむもの。

## 歴史

### 略史
中寺に弥生時代の遺跡がある。
- 昭和2年 - 役場を大字五十嵐に新築移転。
- 昭和22年 - 大字五十嵐に清水中学校を新築移転。

### 町の沿革
- 1889年12月15日 - 町村制施行に伴い、中寺、徳重、四村、五十嵐、新谷の5か村が合併して越智郡清水村が成立。大字徳重に役場をおく。
- 1955年2月1日 - 桜井町、富田村、日高村、乃万村、波止浜町とともに今治市へ編入され、自治体としての歴史を閉じる。

```
清水村の系譜
（町村制実施以前の村）　（明治期）　　　　　　　　　（昭和の合併）　（平成の合併）
　　　　　　　　　　　　町村制施行時
　　　　　　　　　　　　　　　　　う　　え　お　か　き　く
　　　　　　　　　　　今治町━━今治市━┳━┳━┳━┳━┳━━━━┓
　　　　　　　　　　　　　　　　　┃　　┃　┃　┃　┃　┃　　　　┃
　　　　　　　　　　　日吉村━━━┛　　┃　┃　┃　┃　┃　　　　┃
　　　　　　　　　　　近見村━━━━━━┛　┃　┃　┃　┃　　　　┃
　　　　　　　　　　　立花村━━━━━━━━┛　┃　┃　く　　　　┃
　　　　　　　　　　　桜井村━桜井町━━━━━━┫　┃　　　　　　┃
　　　　　　　　　　　　　　　い　　　　　　　　┃　┃　　　　　　┃
　　　　　　　　　　　富田村━━━━━━━━━━┫　┃　　　　　　┃
中寺　　━━━┓　　　　　　　　　　　　　　　　┃　┃　　　　　　┃
徳重　　━━━┫　　　　　　　　　　　　　　　　┃　┃　　　　　　┃
四村　　━━━╋━━━清水村━━━━━━━━━━┫　┃　　　　　　┃
五十嵐　━━━┫　　　　　　　　　　　　　　　　┃　┃　　　　　　┃
新谷　　━━━┛　　　　　　　　　　　　　　　　┃　┃　　　　　　┃
　　　　　　　　　　　日高村━━━━━━━━━━┫　┃　　　　　　┃
　　　　　　　　　　　乃万村━━━━━━━━━━┫　┃　　　　　　┃平成17年1月16日
　　　　　　　　　　　波止浜村━━波止浜町━━━┛　┃　　　　　　┃新設合併
　　　　　　　　　　　　　　　　　　あ　　　　　　　┃　　　　　　┣今治市
　　　　　　　　　　　　　　　　　　　　　　　　　　┃　　　　　　┃
　　　　　　　　　　　　　　　　　　　　吉海町━━━┻━━━━━━┫
　　　　　　　　　　　　　　　　　　　　　　　　　　　　　　　　　┃
　　　　　　　　　　　　　　　　　　　　　　　　　　　　く┃　　　┃
　　　　　　　　　　　　　　　　　　　　波方町━━━━━━┻━━━┫
　　　　　　　　　　　　　　　　　　　　朝倉村━━━━━━━━━━┫
　　　　　　　　　　　　　　　　　　　　玉川町━━━━━━━━━━┫
　　　　　　　　　　　　　　　　　　　　大西町━━━━━━━━━━┫
　　　　　　　　　　　　　　　　　　　　菊間町━━━━━━━━━━┫
　　　　　　　　　　　　　　　　　　　　宮窪町━━━━━━━━━━┫
　　　　　　　　　　　　　　　　　　　　伯方町━━━━━━━━━━┫
　　　　　　　　　　　　　　　　　　　　上浦町━━━━━━━━━━┫
　　　　　　　　　　　　　　　　　　　　大三島町━━━━━━━━━┫
　　　　　　　　　　　　　　　　　　　　関前村━━━━━━━━━━┛

あ – 明治41年1月1日 波止浜村が町制施行、波止浜町に
い – 大正6年10月1日 桜井村が町制施行、桜井町に
う – 大正9年2月11日 今治市、日吉村と合併、市制施行
え – 昭和8年2月11日 今治市が近見村を編入
お – 昭和15年1月1日 今治市が立花村を編入
か – 昭和30年2月1日 今治市が桜井町、富田村、清水村、日高村、乃万村を編入
き – 昭和30年8月1日 境界変更により吉海町より馬島を今治市へ編入
く – 昭和35年5月1日 境界変更により波方町大字大浦の一部を今治市へ編入
（注記）清水村以外の合併以前の系譜はそれぞれの市町村の記事を参照のこと。

```

## 地域
合併成立前の旧5か村がそのまま大字となった。
中寺（なかでら）、徳重（とくしげ）、四村（よむら）、五十嵐（いかなし）、新谷（にや）
役場は当初大字徳重に設置したが、後に大字五十嵐に新築移転した。

## 産業
米、麦、甘藷、繭などを産した。